# Порт Колден (Њу Џерзи)
Порт Колден (енгл. Port Colden) насељено је место без административног статуса у америчкој савезној држави Њу Џерзи.

## Демографија
По попису из 2010. године број становника је 122.
| Група             | 2000.    | 2010.       |
| Белци             | 0 (0,0%) | 115 (94,3%) |
| Афроамериканци    | 0 (0,0%) | 0 (0,0%)    |
| Азијати           | 0 (0,0%) | 1 (0,8%)    |
| Хиспаноамериканци | 0 (0,0%) | 1 (0,8%)    |
| Укупно            | 0        | 122         |